# کارخانه دخانیات اصفهان
کارخانه دخانیات مربوط به دوره پهلوی است و در اصفهان، خیابان کمال اسماعیل، بین پل فردوسی وپل خواجو واقع شده و این اثر در تاریخ ۸ مرداد ۱۳۸۱ با شمارهٔ ثبت ۶۰۱۹ به‌عنوان یکی از آثار ملی ایران به ثبت رسیده‌است.

## کارخانه نختاب
قبل از تبدیل کاربری آن به کارخانه دخانیات در این محل کارخانه نختاب (یکی از کارخانه‌های تاریخی پارچه‌بافی در اصفهان) مستقر بود. در مرداد ۱۳۱۴ آگهی تأسیس شرکتی که کارخانه متعلق به آن بود انتشار یافت و عده‌ای از سرمایه‌داران مسلمان و کلیمی آن را تأسیس کردند. مدیر شرکت یک یهودی به نام ساسون بود.